# Polyrhachis ops
Polyrhachis ops är en myrart som beskrevs av Auguste-Henri Forel 1907. Polyrhachis ops ingår i släktet Polyrhachis och familjen myror. Inga underarter finns listade i Catalogue of Life.